# Francisco Javier Olivas
Francisco Javier Olivas es un biólogo, psicólogo general sanitario y activista español. Es conocido por su faceta como escritor LGBT. 

## Biografía
Nacido en la ciudad de Granada, se considera natural de Pinos Puente, donde ha vivido y crecido. En sus obras reivindica lo rural, la sencillez y el origen como modo de inclusión.

### Carrera profesional
Técnico de colecciones biológicas en el Institut de Ciències del Mar de Barcelona y después en el Instituto Español de Oceanografía, amplía su formación en Psicología y Psicoanálisis. También ha formado parte del equipo investigador del departamento de Psicología Evolutiva y Educación en la Universidad de Granada.

### Carrera literaria
Se estrenó como escritor con su novela El tercer lobo con Ediciones Cívicas en 2017 donde aborda el tema de la aceptación de la orientación sexual basándose en su propia experiencia vital.
Es en pandemia cuando la editorial Egales publica su segunda novela La memoria prestada, cuyos temas principales son la violencia intragénero, el maltrato psicológico y el miedo. En mayo de 2024, con casi 700 copias vendidas, se publica la segunda reimpresión.
En 2023 publica Sonetos del amor luminoso, en la que se adentra en la poesía. Aunque no es su obra más aclamada, consigue consolidarse como un autor LGTBI reconocible, escribiendo en medios especializados, protagonizando podcasts o colaborando con asociaciones como It Gets Better en contra del acoso.
En su tercera novela El olvido de todos, de Ediciones Esdrújula, explora la experiencia de los homosexuales durante el franquismo.

## Obras
- El tercer lobo. Ediciones Cívicas. 2017.
- La memoria prestada. Editorial Egales. 2020.
- Sonetos del amor luminoso. Editorial Algorfa. 2023.
- El olvido de todos. Ediciones Esdrújula. 2024.
- No quisimos ser soldados. Cántico. 2024.